# إيفيكا يوزيتش
إيفيكا يوزيتش هو لاعب كرة قدم بوسني في مركز الوسط، ولد في 22 يوليو 1969 في موستار في البوسنة والهرسك. شارك مع منتخب البوسنة والهرسك لكرة القدم. أما مع النوادي، فقد لعب مع روت فايس إيسن ورويال أنتويرب وشالكه 04 ب وفاتنشايد 09 وكونينكليجك سبورتفرينغنغ فاريغيم ونادي ساراييفو ونادي فولفسبورغ.

## وصلات خارجية
- إيفيكا يوزيتش على موقع قاعدة بيانات كرة القدم.إي يو (الإنجليزية)
- إيفيكا يوزيتش على موقع بيانات كرة القدم. دي إي (الألمانية)
- إيفيكا يوزيتش على موقع ناشيونال فوتبول تيمز (الإنجليزية)
- إيفيكا يوزيتش على موقع عالم كرة القدم.نت (الإنجليزية)